# Johnny au Palais des sports
Albums par Johnny Hallyday
Johnny 67
(1967) Jeune homme
(1968)
Lives par Johnny Hallyday
Olympia 67
(1967) Que je t'aime (Palais des sports 1969)
(1969)
Johnny au Palais des sports est le 4e album live de Johnny Hallyday. Réalisé par Lee Hallyday, le disque sort le 16 novembre 1967.

## Histoire
Le 14 novembre 1967, la station de radio Europe N°1 consacre à Johnny Hallyday un Musicorama exceptionnel. Initialement l'émission doit (comme de coutume), se faire à l'Olympia, mais il fallut convenir que la célèbre salle est désormais devenue exigüe pour le chanteur et c'est finalement au Palais des sports de Paris, devant 7 000 spectateurs, que la représentation se joue. L'idée du Palais des Sports est venue au chanteur enthousiasmé par l'ambiance que dégage la salle, après qu'il a assisté à un combat de boxe.
Pour cette unique représentation et bien que le tour de chant soit (avant tout), radiodiffusé, Johnny à l'attention des spectateurs le veut aussi visuel, c'est ainsi que 150 bombes de confettis, 5 canons lançant 10 000 fleurs, 1 tonne de pop-corn, 3,5 tonnes de ferrailles et carcasses de voitures, 100 bombes d'encens, 3 écrans géants, 450 projecteurs et 800 phares de voitures, sont utilisés pour la mise en scène. Sur les écrans installés derrière une puissante sonorisation, défilent des images de Dracula, de Frankenstein… Le récital, très hétéroclite s'étend de Les coups à Fleurs d'amours et d'amitiés, en passant par Aussi dur que du bois et San Francsico, avant de s'achever par Psychedelic et Lucille. C'est celui de tous les contrastes, oscillant entre le peace and love et les rock violents (sur lesquels on brise les guitares) et/ou psychédélique.
Sur Hey Joe, Johnny modifie quelque peu les paroles « le Viêt Nam la bombe… », du texte original guerre des Six Jours oblige, devient « Israël la bombe… ». Après une reprise déchaînée de Lucille (délaissant l'adaptation de 1964, le titre est ici chanté en anglais dans sa version originale), que Johnny prolonge à l'extrême, Hallyday quitte la scène, s'engouffre dans une voiture et s'effondre à la limite de la syncope.
La prestation de Johnny Hallyday est largement commentée par la presse française et internationale et deux jours plus tard, le vinyle est chez les disquaires.
Pour ce 4e live, Johnny au Palais des sports, Lee Halliday coordinateur artistique de son cousin, a enregistré le tour de chant en se plaçant au milieu de la salle, ce qui a pour effet de restituer parfaitement sur le disque l'ambiance qui y règne. On peut lire sur le verso de la pochette : « Jamais encore un disque possédant un tel punch n'avait été réalisé… ». Cet enregistrement en public reste l'un des plus importants de l'artiste.

## Autour de l'album
L'album est publié dans une première édition avec un verso blanc. Une seconde édition est très vite publié avec inscrit au verso les onze titres, un commentaire et des photos du tour de chant. Ce verso a aussi un sous-titre : Johnny et ses fans au Palais des sports 67, (allusion directe au 25 cm Vogue paru en 1961 Johnny Hallyday et ses fans au festival de Rock'n'Roll).
- Référence originale : Philips 844721 BY
- Seconde édition : Philips 6325 192

L'édition double CD de 2003 contient : CD 1, la restitution fidèle du 33 tours original. CD2, l'intégral du tour de chant en respectant la chronologie du récital, avec un son remastérisé.
- Référence originale : 077183

## Liste des titres
Nota : Nous donnons ici l'ordre chronologique du récital tel que le restitue le double CD de 2003. Les titres en gras ne sont pas sur le 33 tours original.
| 1.  | Lucille (introduction instrumental)                                  |                                           | Richard Penniman, Albert Collins                | 3:22  |
| 2.  | Les coups (Uptight (Everything's Alright))                           | Georges Aber (adaptation)                 | Henry Cosby - Sylvia Rose Moy - Stevie Judkins, | 3:10  |
| 3.  | Petite fille                                                         | Georges Aber                              | Mick Jones, Tommy Brown                         | 2:34  |
| 4.  | Maintenant ou jamais (If You Gotta Go, Go Now)                       | Gilles Thibaut (adaptation)               | Bob Dylan                                       | 3:13  |
| 5.  | Mon fils                                                             | Ralph Bernet, Vline Buggy                 | Jacques Revaux                                  | 2:35  |
| 6.  | Si j'étais un charpentier (If I Were a Carpenter)                    | Long Chris (adaptation)                   | Tim Hardin                                      | 2:35  |
| 7.  | Je veux te graver dans ma vie (Got to Get You into My Life)          | Long Chris (adaptation)                   | John Lennon, Paul McCartney                     | 2:49  |
| 8.  | San Francisco (San Francisco (Be Sure to Wear Flowers in Your Hair)) | Georges Aber (adaptation)                 | John Phillips                                   | 3:06  |
| 9.  | Fleurs d'amour et d'amitié                                           | Georges Aber                              | Mick Jones, Tommy Brown                         | 2:26  |
| 10. | Le pénitencier (The House of the Rising Sun)                         | Vline Buggy, Hugues Aufray (adaptation)   | Alan Price                                      | 3:46  |
| 11. | Aussi dur que du bois (Knock on Wood)                                | Georges Aber (adaptation)                 | Eddie Floyd, Steve Cropper                      |       |
| 12. | Hey Joe (Hey Joe)                                                    | Gilles Thibaut (adaptation)               | Billy Roberts                                   | 3:39  |
| 13. | Jusqu'à minuit (In The Midnight Hour)                                | Georges Aber (adaptation)                 | Steve Cropper, Wilson Pickett                   | 5:22  |
| 14. | Confessions                                                          | Long Chris, Georges Aber, Johnny Hallyday | Long Chris, Georges Aber, Johnny Hallyday       | 5:52  |
| 15. | Je suis seul (What Is Soul)                                          | Georges Aber (adaptation)                 | Ben E. King                                     | 2:51  |
| 16. | Noir c'est noir (Black Is Black)                                     | Georges Aber (adaptation)                 | Tony Haynes, Michelle Grainger, Steve Wadey     | 2:24  |
| 17. | (Présentation des musiciens)                                         |                                           |                                                 | 1:01  |
| 18. | Noir c'est noir (reprise)                                            |                                           |                                                 | 2:24  |
| 19. | Psychedelic                                                          | Georges Aber                              | Mick Jones, Tommy Brown                         | 4:55  |
| 20. | Lucille (en anglais)                                                 | Richard Penniman, Albert Collins          | Richard Penniman, Albert Collins                | 11:25 |

## Musiciens
Orchestre The Blackburds :
- Mick Jones et Tommy Brown : direction musicale
- Mick Jones : Guitare
- Tommy Brown : Batterie
- Gérard Fournier (« Papillon ») : Basse
- Raymond Donnez : Piano et orgue
- Jean Tosan : Saxophone ténor et baryton, harmonica, hautbois
- Gérard Pisani : Saxophone ténor, flûte
- Gilles Pellegrini, Pierre Ploquin, Jacques Ploquin : Trompettes
- Louis Fuentes : Trombone à pistons
- Sam Kelly : Bongo et percussions

## Classements hebdomadaires
| Classement (2003) | Meilleure position |
| ----------------- | ------------------ |
| France (SNEP)     | 103                |